# يورودانس
يورو الرقص (بالإنجليزية: Eurodance)‏ هو نوع ثانوي من موسيقى الرقص الإليكتروني والذي نشأ في أوائل التسعينات، يدمج العديد من أنواع الموسيقى مثل : موسيقى الهاوس والهيب هوب و هاي إنرجي.
موسيقى يورو الرقص متأثرة بشدة باستخدام الأغاني اللحنية الغنية وبدرجة أقل من أغاني الراب